# Décès en 1330
Décès
- 1326
- 1327
- 1328
- 1329
- 1330
- 1331
- 1332
- 1333
- 1334

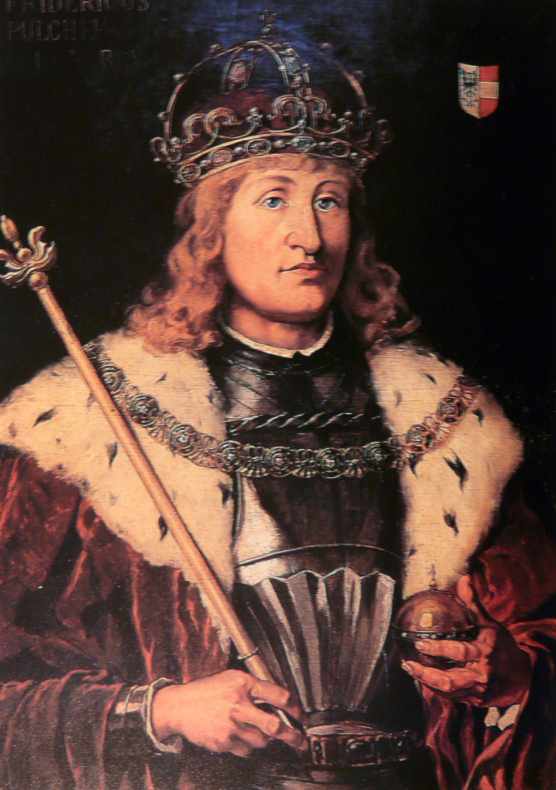
Frédéric le Bel, mort en 1330.

Cette page dresse une liste de personnalités mortes au cours de l'année 1330 :
- 13 janvier : Frédéric le Bel, anti-roi de Germanie, puis roi, prétendant au titre d'Empereur Romain germanique.
- 21 janvier : Jeanne II de Bourgogne, comtesse de Bourgogne et d'Artois, reine de France.
- 31 janvier : Jean Ier de Namur, comte de Namur.
- mars : Florent de la Boissière, évêque de Noyon.
- 19 mars : Edmond de Woodstock, comte de Kent.
- 10 avril : Othon II de Brunswick-Lunebourg, duc de Brunswick-Lunebourg et prince de Lunebourg.
- 3 mai : Alexis II de Trébizonde, empereur de Trébizonde.
- 30 mai : Knut Porse, Noble danois qui participe au Conseil de Régence de Suède pendant la minorité du roi Magnus.
- 21 juillet : Pierre de Lévis-Mirepoix, Évêque de Maguelone, de Cambrai puis de Bayeux.
- 23 juillet : Mikhail III Chichman Asen, tsar de Bulgarie.
- 25 août : James Douglas, chevalier écossais qui s'illustre lors des Guerres d'indépendance de l'Écosse.
- 28 septembre : Élisabeth de Bohême, reine consort de Bohême.
- 18 novembre : Werner von Orseln, 17e grand maître de l'ordre Teutonique.
- 24 novembre : Guillaume de Durfort, évêque de Langres puis archevêque de Rouen.
- 29 novembre : Roger Mortimer, 3e baron Mortimer de Wigmore, puis 1er comte de March.

- Huang Daopo, figure semi-légendaire chinoise de la dynastie Yuan qui aurait grandement contribué au développement des techniques de tissage et de filature.
- Henri III de Bade-Hachberg, margrave de Bade-Hachberg et seigneur de Kenzingen.
- Amédée de Genève, 55e évêque de Toul.
- Bérenger de Landorre, maître de l'ordre des frères prêcheurs, puis archevêque de Saint-Jacques-de-Compostelle.
- Jacques de Majorque, infant de Majorque.
- Guillaume VI Durand, évêque de Mende en Gévaudan.
- Lorenzo Maitani,  architecte et sculpteur italien.
- Pierre Rodier, chancelier de France sous Charles IV le Bel puis évêque de Carcassonne.
- Zhu Shijie, mathématiciens chinois.
- Erik Valdemarsson, prince suédois.

## Crédit d'auteurs
- Cet article est partiellement ou en totalité issu de l'article intitulé « 1330 » (voir la liste des auteurs).